# Pseudopleuronectes yokohamae
Pseudopleuronectes yokohamae är en fiskart som först beskrevs av Günther, 1877.  Pseudopleuronectes yokohamae ingår i släktet Pseudopleuronectes och familjen flundrefiskar. Inga underarter finns listade i Catalogue of Life.